# Meridiano Televisión
A Meridiano Televisión é uma rede de TV venezuelana com sua programação de 24 horas de esportes. O canal pertence a familia De Armas pelo grupo Bloque de Armas, que tem além do canal de TV, tem a revista Meridiano Magazine e o jornal Meridiano.
Surgiu em 1996 apenas como site e revista de esportes e logo teve seu canal de TV, tem cobertura nacional por UHF e pela DirecTV Venezuela (Canal 112). O canal transmite jogos de baseball e tudo que é esporte.